# Guglielmo Miniscalchi
Guglielmo Miniscalchi (Venezia ?, 1590 ? – 1657 ?) è stato un compositore italiano.

## Biografia
Monaco agostiniano, Miniscalchi fu un compositore stimato, soprattutto nell'ambiente musicale veneto. Nel 1616 pubblicò Coelum armonicum seu concentus a una, due e tre voci (ora perduto). Nel 1622 divenne maestro di cappella della chiesa di S. Stefano a Venezia e pubblicò il salmo Miserere mei Deus concertato a tre voci con sinfonia ... et in fine doi motetti a duo voci. Divenne molto popolare per le sue canzoni profane a voce sola contenute principalmente in tre libri di Arie pubblicati a Venezia nel 1625, 1627 e 1630. La produzione più rilevante di Miniscalchi sembra essere quella relativa al suo primo libro di arie.

## Opere
- Libro di Salmi e mottetti concertati, 1622.
- Arie per cantarsi nella spinetta, chitarrone e simile istromento in tre libri, pubblicati rispettivamente nel 1625, 1627, 1630. Il Vicenti, che li pubblicò, testimonia come la riedizione del secondo libro ebbe un particolare successo.
- Due arie in Quarto scherzo delle ariose vaghezze di Carlo Milanuzzi (1624)